# Pokolenie (singel)
Pokolenie – dziesiąty singel zespołu Kombii z albumu C.D., wydany w 2004 roku.

## Opis
Autorem tekstu jest Jacek Cygan, kompozytorem jest Bartosz Wielgosz, a wykonawcą utworu jest Grzegorz Skawiński. Utwór był notowany na listach przebojów Programu Trzeciego (33. miejsce), Wietrznego Radia 1. miejsce) oraz Szczecińskiej Listy Przebojów (35. miejsce).
Utwór znalazł się także na płytach: Kombi Dance (2008), Przeboje 40-lecia Lata z Radiem - 40 lat minęło (2011). Covery utworu wykonali: Tomasz Stockinger, Dariusz Urbańczyk, Piotr Mateja, Robert Barlik, Bilguun Ariunbaatar, Piotr Polk, Marek Siudym oraz Michał Szpak. 

## Wystąpienia
31 grudnia 2024 utwór został zaprezentowany podczas Sylwestrowej Mocy Przebojów organizowanej w Toruniu i emitowanej na antenie stacji Polsat.

## Twórcy
- Wokal: Grzegorz Skawiński
- Kompozytor: Bartosz Wielgosz[potrzebny przypis]
- Autor tekstu: Jacek Cygan[potrzebny przypis]